# Sem Você (canção de Rouge)
"Sem Você" é uma canção do girl group brasileiro Rouge, lançada como segundo single do terceiro álbum de estúdio das meninas, Blá Blá Blá (2004). A canção foi escrita em espanhol por Andrés Constantinidis e Carolina de La Muela, com o título de "No Dejo de Sentir", e foi traduzida e produzida por Rick Bonadio. A canção é uma balada, que fala sobre não conseguir viver sem a pessoa amada. 
"Sem Você" fez parte da novela Esmeralda, o que ajudou a popularizar a canção. A canção foi promovida em inúmeros programas de TV, como o Domingo Legal, Boa Noite Brasil, Eliana, Sabadaço, entre outros. O grupo também cantou a canção em 4 turnês, a Blá Blá Blá Tour (2004) até a Rouge 15 Anos (2018), sendo as duas últimas, com os vocais de Luciana Andrade.

## Composição e letra
|                                                    | "Sem Você" Trecho de 25 segundos de "Sem Você". |
| Problemas para escutar este arquivo? Veja a ajuda. |                                                 |

"Sem Você" é uma balada pop, com forte presença de guitarras destorcidas em sua sonorização, que dá uma característica mais pop rock a canção. Escrita em espanhol por Andrés Constantinidis e Carolina de La Muela, com o título de "No Dejo de Sentir", e traduzida e produzida por Rick Bonadio. "Sem Você" fala sobre encontrar o amor, e não conseguir viver sem a pessoa amada.
A canção inicia com Patrícia cantando que nunca pensou em encontrar alguém para amar, mas que ao ver a pessoa amada, o mundo dela mudou. No refrão, todas cantam como "segundo voz", enquanto Patrícia tem mais destaque nos vocais, "E agora não deixo de sentir, sem você nem posso respirar, não quero viver se não está aqui comigo, eu não posso ser feliz," cantam as garotas. A segunda parte é cantada por Karin, e fala sobre o amor parecer um sonho que se tornou realidade. O segundo refrão traz Fantine na voz principal, enquanto que as outras meninas fazem "segunda voz". O bridge da canção traz Aline falando que precisa desse amor na sua vida, para ser feliz. Após o último refrão, as meninas fazem "harmonia".

## Videoclipe
No dia 24 de agosto de 2004, a MTV Brasil estreou o clipe de "Sem Você", dirigido por Ike Veitna. As cenas foram gravadas na sala de uma casa, localizada no Morumbi, em São Paulo. O novo clipe mostra Aline, Fantine, Karin e Patrícia em diversas situações. Ike teve a ideia de posicionar a câmera no meio da sala, para ficar girando durante todo o clipe, a fim de captar todas as imagens.
O clipe de Sem Você atingiu a 11º posição no TOP 20 Brasil da MTV Brasil.

## Promoção
A canção fez parte da trilha sonora da novela Esmeralda (2004), do SBT, como tema do casal Graziella (Karina Barum) e Adrián (Daniel Andrade). A canção também foi divulgada em diversos lugares, como no Domingo Legal, Boa Noite Brasil, Sabadaço, Programa da Eliana, entre outros. "Sem Você" também fez parte da setlist das turnês, Blá Blá Blá Tour (2004) e Mil e Uma Noites Tour (2005).

## Covers
Em 2020, durante uma de suas lives a integrante da banda Lu Andrade fez um cover da canção como uma das músicas do setlist em uma versão acústica. Sendo uma das duas músicas que ela performou sem fazer parte da formação.